# Jarosław Kuźniar
Jarosław Kuźniar (ur. 29 stycznia 1978 w Bielawie) – polski dziennikarz, prezenter telewizyjny i radiowy, przedsiębiorca.

## Wykształcenie
Absolwent I Liceum Ogólnokształcącego w Dzierżoniowie. Ukończył kierunek dziennikarstwo i uzyskał licencjat na Wydziale Filologicznym Uniwersytetu Wrocławskiego.

## Kariera dziennikarska
Na początku kariery dziennikarskiej we wrześniu 1994 był związany z Radiem Sudety oraz Telewizją Sudecką. Pracował także w Polskim Radiu Wrocław. W 1999 przeprowadził się do Warszawy, gdzie w Programie III Polskiego Radia prowadził audycję Zapraszamy do Trójki. Przez następne pięć lat od 2001 pracował w Radiu ZET, gdzie przygotowywał popołudniowe Wiadomości i Wydarzenia Dnia, a także relacjonował wiele wydarzeń m.in. Zamachy na World Trade Center i Pentagon czy śmierć Jana Pawła II.
Przez ponad rok był felietonistą magazynu „Dlaczego”. W lutym 2013 został redaktorem tygodnika „Wprost”, dla którego przeprowadzał wywiady.

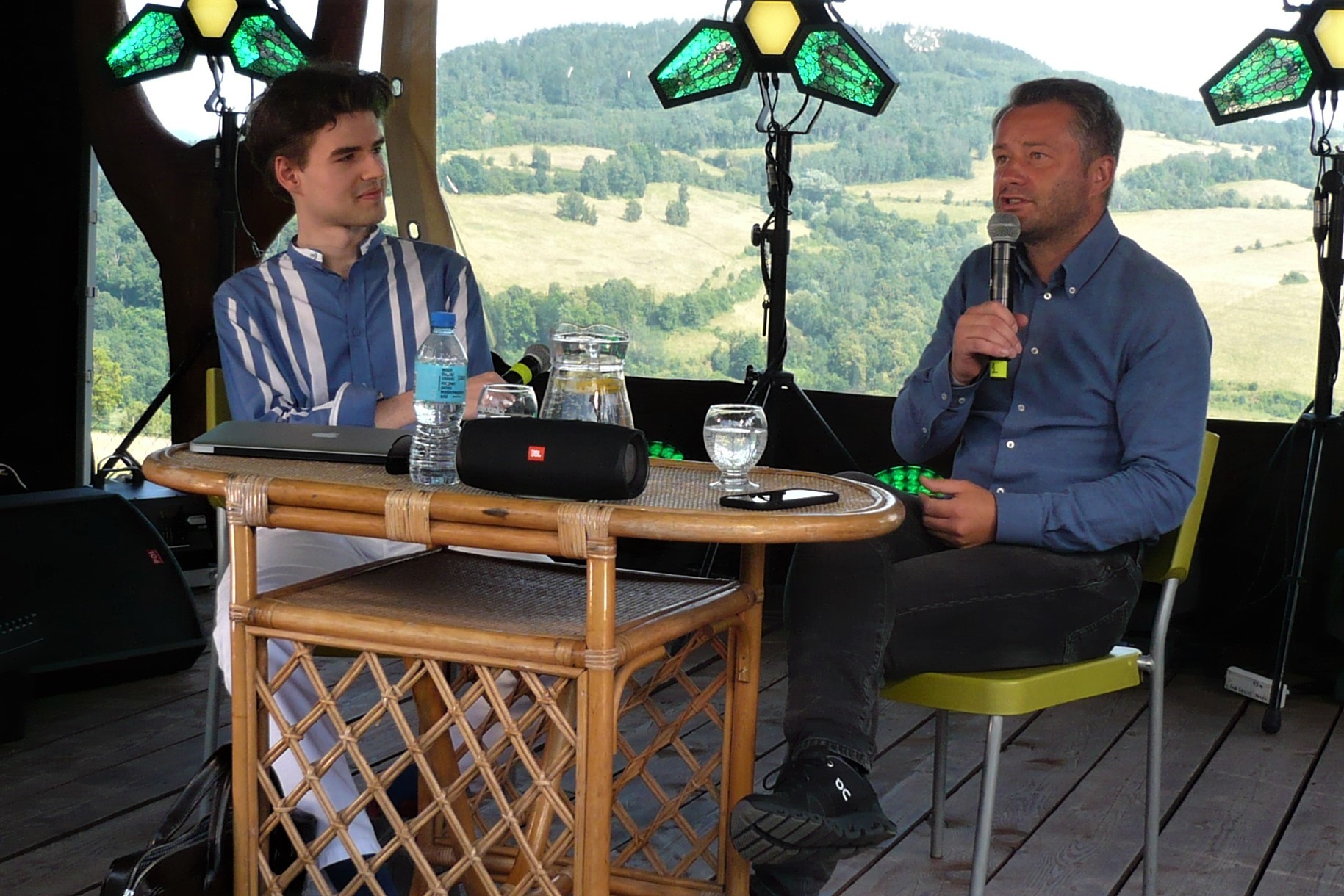
Piotr Psyllos i Kuźniar na VII Festiwalu Góry Literatury w Włodowicach (2021)

Od 6 stycznia 2007 do 27 sierpnia 2015 pracował w TVN24, gdzie był gospodarzem Poranka TVN24, a w latach 2010–2011 dodatkowo prowadził Rozmowę bardzo polityczną. Prowadził dwie pierwsze edycje programu rozrywkowego TVN X Factor (2011–2012). W latach 2015–2016 współprowadził program poranny Dzień dobry TVN. 30 maja 2016 ogłosił decyzję o odejściu z Grupy TVN.
Od 30 września 2016 prowadził w dni powszednie poranny program Onet Rano. W czerwcu 2020 zakończył współpracę z Onet.pl i zapowiedział uruchomienie autorskiej platformy audio-video Voice House. Od 2024 jest redaktorem Programu III Polskiego Radia, w którym prowadził audycje: 360 stopni oraz nadal prowadzi program Zapraszamy do Trójki. W grudniu 2024 jego audycja 360 stopni została usunięta z ramówki stacji. 

## Pozostałe przedsięwzięcia
W 2011 otworzył biuro podróży GoForWorld, oferujące wycieczki w małych grupach. W 2016 podczas Światowych Dni Młodzieży w Krakowie z jego inicjatywy ruszył portal GoForGuide.com oraz aplikacja o tej samej nazwie, mające na celu ułatwienie wynajmowania przewodników miejskich.

## Nagrody i nominacje
Dwukrotnie został laureatem nagrody Wiktory: Wiktora 2008 zdobył w kategorii "Największe odkrycie telewizyjne", a Wiktora 2012 – w kategorii "Prezenter telewizyjny". Jeszcze dwukrotnie uzyskiwał nominację do tej nagrody: do Wiktora 2009 w kategorii "Najlepszy prezenter telewizyjny", a do Wiktora 2011 – w kategorii "Najpopularniejszy prezenter telewizyjny".
W 2009 otrzymał nagrodę MediaTory w kategorii "InicjaTOR".
Został laureatem plebiscytu Telekamery 2015 w kategorii "Prezenter informacji". Był nominowany do nagrody Telekamery 2009 w kategorii "Informacje" i Telekamery 2014 w kategorii "Prezenter informacji".
W 2017 był nominowany do zdobycia statuetki Gwiazda Plejady w kategorii „Gwiazda sieci” podczas Wielkiej Gali Gwiazd Plejady.

## Życie prywatne
Od 2 lipca 2011 w związku małżeńskim z Magdaleną Kuźniar. Mają jedną córkę, Zofię, urodzoną w roku 2012.